# Пяденица осенняя
Пяденица осенняя (лат. Ennomos autumnaria) — бабочка из семейства пядениц.

## Описание

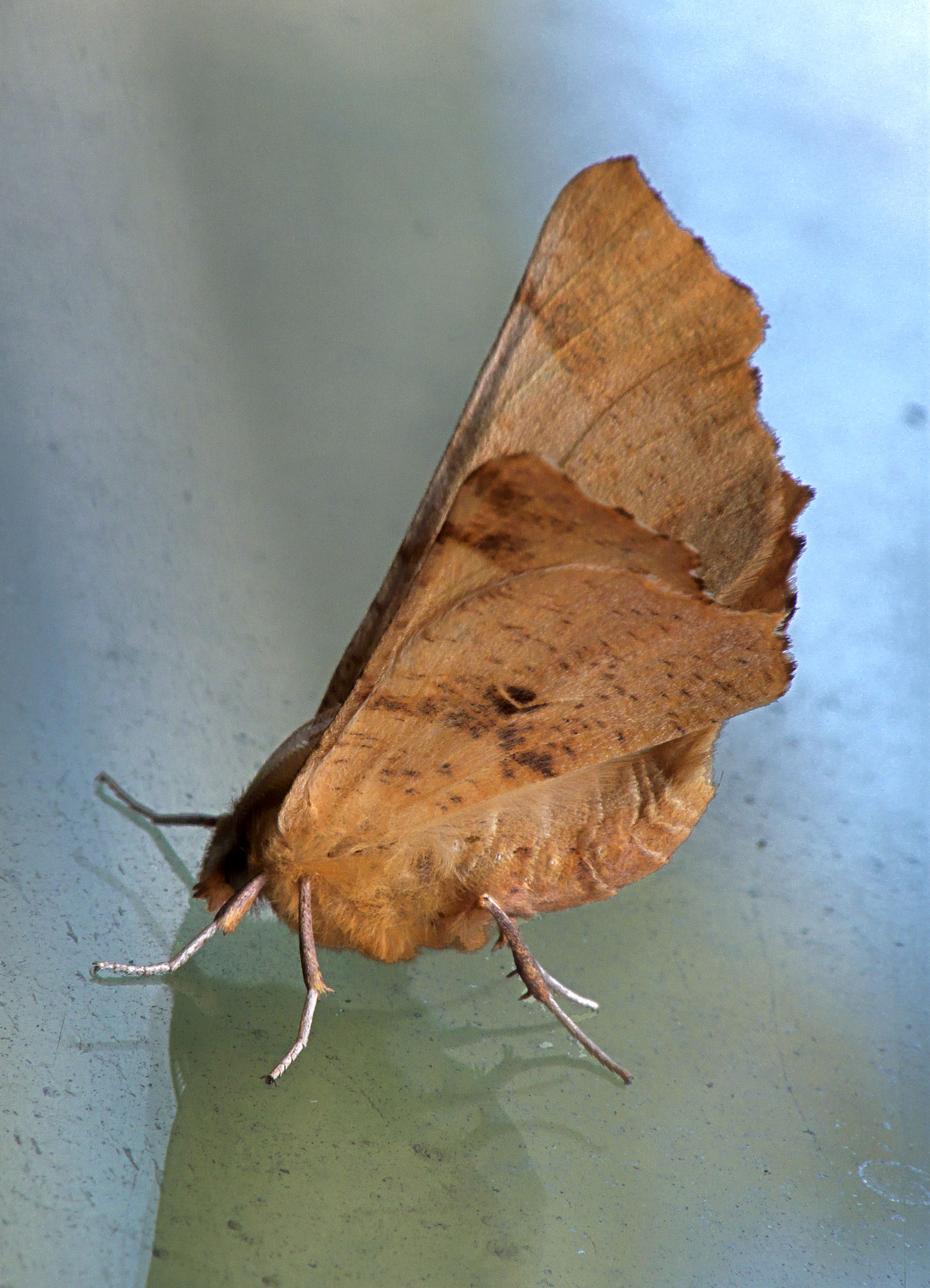
Нижняя сторона крыльев

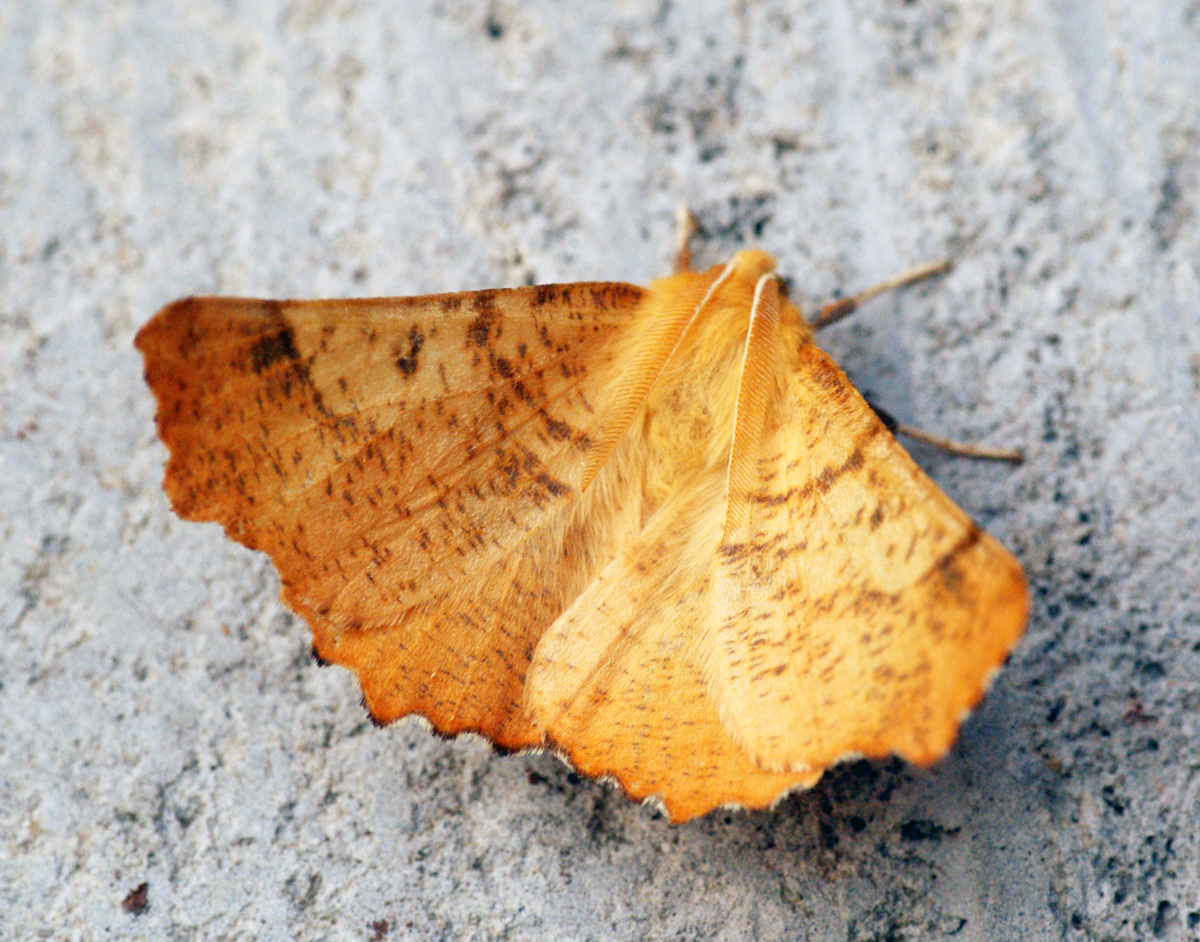

Размах крыльев 40—50 мм. Длина переднего крыла 21—28 мм. Окраска основного фона крыльев бледно-охристая, с буроватыми пестринками и точками.
Задние крылья более светлые, чем передние, со слабозаметной волнистой линией и более темными продольными жилками. Вершина крыльев зубцевидная. Внешний край крыльев волнистый. На нижней стороне крыльев рисунок из пестринок и пятен выражен значительно лучше, также на ней имеется несколько тёмных пятен. Усики тонкие, длинные.

## Ареал
Европа (северные и центральные районы), европейская часть СНГ, Россия (включая Хабаровский край, Сахалинскую область, Приморский край), Сибирь, Урал, Япония, Корейский полуостров, Казахстан.

## Биология
В зависимости от участка ареала, время лёта бабочек приходится на конец августа—октябрь. Полифаг, гусеницы питаются на различных лиственных деревьях и кустарниках, включая листья яблони, абрикоса, груши, сливы, смородины и так далее. Гусеницы живут в свернутых и склеенных паутиной, которые они выгрызают по краям. Окукливается в почве.